# Картушинська волость
Картушинська волость — історична адміністративно-територіальна одиниця Міуського, потім Таганрізького округу Області Війська Донського з центром у слободі Картушина.
Станом на 1873 рік складалася зі 1 слободи та 6 селищ. Населення — 3296 осіб (1645 чоловічої статі та 1651 — жіночої), 450 дворових господарства і 4 окремих будинки.
Поселення волості:
- Картушина — слобода над річкою Кам'янка за 156 верст від окружної станиці та за 25 верст від Єсаулівської поштової станції, 1181 особа, 172 дворових господарства й 2 окремих будинки, у господарствах налічувалось 38 плугів, 183 коней, 210 пар волів, 1068 овець;
- Кам'янка-Міллер — селище над річкою Кам'янка за 150 верст від окружної станиці та за 18 верст від Єсаулівської поштової станції, 613 осіб, 91 дворове господарство й 1 окремий будинок;
- Рафайлове — селище над річкою Єськіна за 150 верст від окружної станиці та за 18 верст від Єсаулівської поштової станції, 725 осіб, 98 дворових господарств й 1 окремий будинок;
- Петрівське — селище над річкою Єськіна за 150 верст від окружної станиці та за 20 верст від Єсаулівської поштової станції, 264 особи, 38 дворових господарств;
- Приют Єськіної — селище над річкою Єськіна за 150 верст від окружної станиці та за 18 верст від Єсаулівської поштової станції, 153 особи, 18 дворових господарств;
- Іллінське — селище над річкою Єськіна за 150 верст від окружної станиці та за 20 верст від Єсаулівської поштової станції, 23 особи, 4 дворових господарств;
- Фомин — селище над річкою Верхній Нагольчик за 145 верст від окружної станиці та за 13 верст від Єсаулівської поштової станції, 206 осіб, 29 дворових господарств.

Старшинами волості були:
- 1905 року — Т. К. Бураков[2];
- 1907 року — Ісай Устинович Співаков[3].
- 1912 року — С. М. Яценко[4].